# Det Stavangerske Dampskibsselskab

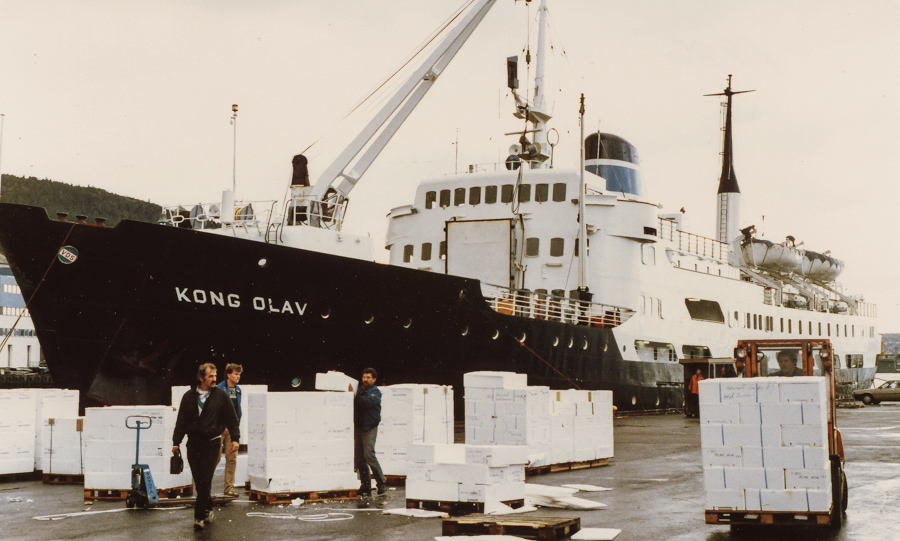
M/S Kong Olav lastar gods i Bergen, 1986

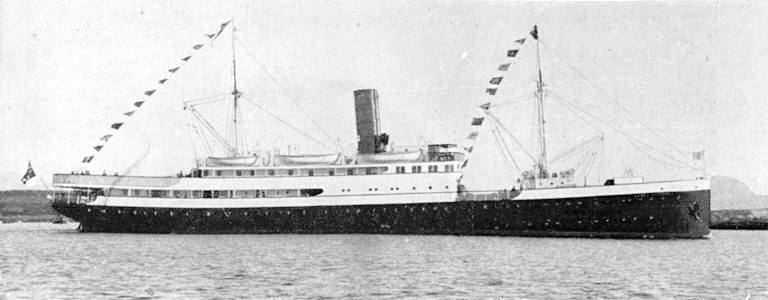
Kustångaren S/S Sanct Svithun, byggd 1927

Det Stavangerske Dampskibsselskab AS är ett familjeägt norskt transportföretag. Det ägs av holdingbolaget Folke Hermansen AS. Det har sitt huvudkontor i Stavanger
Företaget driver sjöfart utomlands genom dotterbolagen DSD Shipping AS och DSD Cargo AS samt busstrafik i Norge och Danmark genom Tide A/S. Lokalfärjerederiet Norled ingår också i företagsgruppen.

## Historik
Det Stavangerske Dampskibsselskab grundades 1855. Rederiet drev i många år den norska inrikesstamrutten mellan Bergen och Kristiania med de tre fartygen D/S Kong Sverre, D/S Kong Haakon och D/S Kong Olaf. Senare sattes D/S Christiania och D/S Rogaland in på denna linje.
År 1914 hade Stavangerske 19 fartyg, varav två på nattlinjen Stavanger–Bergen, sju i annan kustlinjetrafik och tio på lokala rutter. År 1939 bestod flottan av 30 fartyg och rederiet var det tredje största passagerarrederiet i Norge efter  Det Bergenske Dampskibsselskab och Det Nordenfjeldske Dampskibsselskab.
År 1919 gick Stavangerske in i Hurtigruten. Från 1930-talet introducerade rederiet snabbgående fartyg ("sjøbusser") i lokaltrafiken runt Stavanger med det på eget varv Skjæret byggda MS Ekspress.  
År 1960 var Stavangerske tillsammans med Sandnes Damp först i Norge att använda snabbgående bärplansbåtar i kusttrafiken. Den första båten var HF Vingtor, som gick i 35 knop, vilket innebar att det tog fyra timmar mellan Bergen och Stavanger, ungefär hälften som nattbåten. 
Folke Hermansen övertog 1987 aktiemajoriteten i företaget, varefter det organiserades i tre huvudverksamheter:  Rogaland Trafikkselsskap, godsdivisionen och shippingdivisionen.
År 2011 blev Tide helägt dotterbolag. Mellan 2011 och 2017 ägde företaget det norska regionalrederiet Nor Lines.

## Bildgalleri

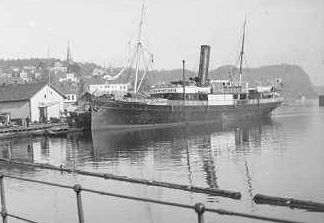
Passagerarfartyget S/S Christiania, byggt 1895, i Kragerø. Christiania seglade senare i Hurtigruten 1944–1948.
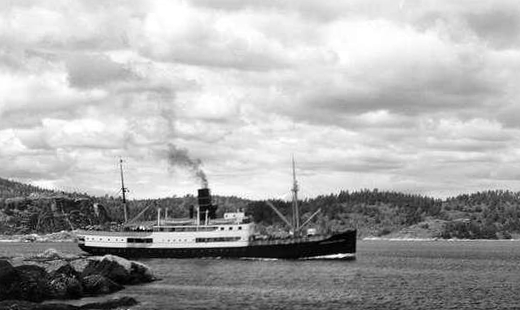
S/S Kronprinsesse Märtha, byggd 1929, nu hotellfartyg på Söder Mälarstrand i Stockholm som M/S Kronprinsesse Martha
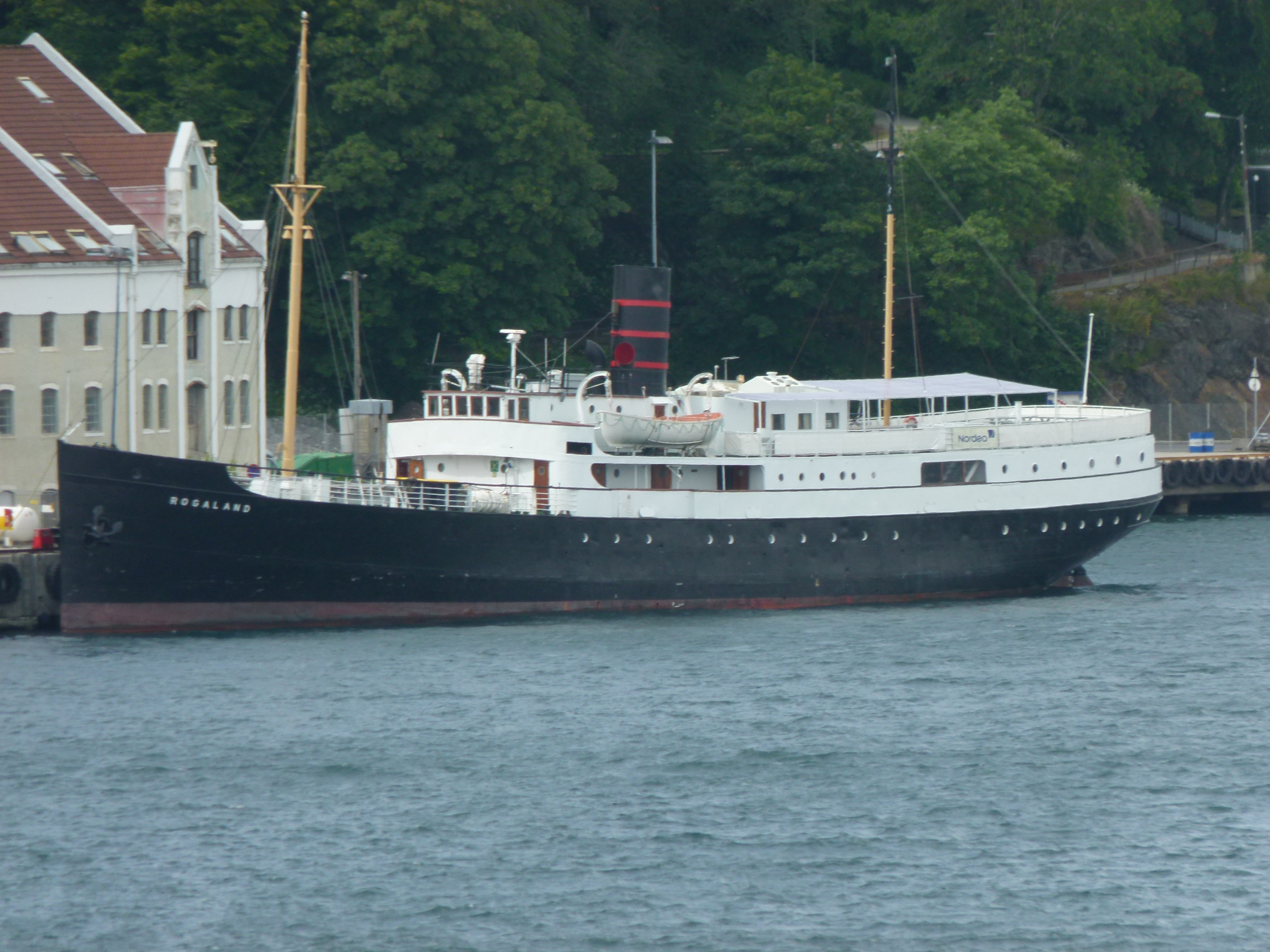
M/S Rogaland, systerfartyg till Kronprinsesse Märtha, i Sandvigå i Stavanger, 2011. Hon k-märktes 2014.